# ان داولینگ
ان داولینگ (انگلیسی: Ann Dowling؛ ۱۵ ژوئیهٔ ۱۹۵۲ – ) یک دانشمند اهل بریتانیا بود.